# Glattstellung
Als Glattstellung wird im Bankwesen eine Anlage- oder Handelsstrategie bezeichnet, bei der eine offene Anlagebuch- oder Handelsbuchposition durch eine genau entgegengesetzte Transaktion neutralisiert wird mit dem Ziel der Risikominimierung.

## Allgemeines
Glattstellungen betreffen Handelsobjekte (wie Aktien, Devisen) im Bestand, die durch ein Gegengeschäft (etwa Verkauf) desselben Handelsobjekts aufgelöst werden. Eine offene Position wird durch eine ebenso hohe und kongruente Gegenposition zum Ausgleich gebracht. Ein Leerverkauf wird dadurch glattgestellt, dass das verkaufte Handelsobjekt bis zum Fälligkeitstag des Leerverkaufs erworben wird. Glattstellungen gehören wie Closing und Hedging zu den Risikominderungsstrategien.
Eine Glattstellung wird durch Kreditinstitute im Rahmen des Hedging nur vorgenommen, wenn ein Finanzrisiko (Kursrisiko, Liquiditätsrisiko, Marktrisiko, Verlustgefahren, Zinsänderungsrisiko usw.) bewusst nicht eingegangen oder beendet werden soll.

## Kundengeschäft und Eigenhandel
Durch Transaktionen des Kundengeschäfts und auch im Eigenhandel (siehe Interbankenhandel) entstehen bei Kreditinstituten offene Bestandspositionen, die mit einem Marktpreisrisiko und einem Adressenausfallrisiko behaftet sind. 
Deshalb müssen diese offenen Positionen beispielsweise nach Art. 481 Kapitaladäquanzverordnung  mit Eigenmitteln des Kreditinstituts unterlegt werden. Überschreiten die offenen Gesamtpositionen (nach einer der beiden Alternativen) 2 % der Eigenmittel, sind diese offenen Positionen mit 8 % zu gewichten. Damit ergibt sich automatisch eine volumensmäßige Limitierung der risikointensiven offenen Positionen.
Bei der täglichen Ermittlung dieser Risiken besteht bereits aus diesem Grunde das Erfordernis, die Auswirkung dieser Risiken auf die Kernkapitalquote zu überprüfen. Deshalb kann es sinnvoll sein, im Kundenbereich erworbene Positionen nicht im Bestand zu halten, sondern kongruent (deckungsgleich) im Interbankenhandel glattzustellen. Das gilt auch umgekehrt für bestehende Positionen, die bedarfsbedingt an Kunden veräußert werden und im Interbankenhandel wieder ausgeglichen werden sollen. Damit können durch Glattstellungen einerseits belastende Auswirkungen auf die Kernkapitalquote und andererseits unerwünschte Bankrisiken reduziert oder gar völlig ausgeschaltet werden. Hierdurch wird eine offene Position neutralisiert und ist nicht mehr mit Eigenkapital zu unterlegen.

## Anforderungen an eine Glattstellung
Jede nicht durch ein betrags- und laufzeitkongruentes Gegengeschäft gesicherte Position in Bank- oder Handelsbüchern ist eine offene Position. Diese ist dem Risiko von Vermögensverlusten ausgesetzt, weil sie einem spezifischen Marktpreisänderungsrisiko unterliegt. Jede offene Position („Solo-Position“; „Outrightgeschäft“) kann stets nur eine von zwei möglichen Grundausrichtungen einnehmen: Sie ist entweder „long“ oder „short“. „Short“ geht, wer als Eröffnungsgeschäft (englisch opening transaction) verkauft, ohne entsprechende Bestände zu besitzen (Leerverkauf). Hierdurch entsteht de jure eine später erfüllbare Leistungsverpflichtung, die mit einem Marktpreisrisiko behaftet ist (Terminverkaufsvertrag im rechtlichen Sinne; handelstechnisch: Short-Position, „Minusposition“ bei Derivaten). Wer eine Short-Position hält, erwartet fallende Kurse und trägt das Kursrisiko steigender Kurse.
Als glattgestellt gilt eine offene Position nur dann, wenn sie betraglich, laufzeitmäßig und von der Art des Basiswertes durch ein spiegelbildliches Gegengeschäft gedeckt ist. Elemente der Glattstellung sind demnach Laufzeitkongruenz, gleichlautende Gegentransaktion, entgegengesetzte Richtung oder schlicht Schließen einer offenen Position (vgl. Settlement (Finanzwesen)).
Hat eine Bank beispielsweise am 30. Juni 10 Millionen US-Dollar als Termingeschäft mit Fälligkeit 30. September gekauft und verkauft anschließend 10 Millionen US-Dollar am 15. Juli mit Fälligkeit 15. Oktober als Termingeschäft, so liegt eine Glattstellung nur im Zeitraum zwischen dem 15. Juli und dem 30. September vor; davor und danach weist die Bank eine offene Position aus. Limitierender Faktor sind mithin die Konditionen des Gegengeschäfts, die mit den Konditionen des Outright-Geschäfts im Hinblick auf Glattstellungsfragen abzugleichen sind.
Nur wenn der Inhaber einer Long-Position eine fristen- und betragskongruente (also genau deckungsgleiche) Short-Position und umgekehrt erwirbt, handelt es sich um eine Glattstellung. Stimmen Betrag, Finanzinstrument und/oder Laufzeit des Gegengeschäftes jedoch nicht überein, so bleiben teilweise offene Positionen übrig, die mit Eigenkapital zu unterlegen sind.
Besonderheiten gelten bei Futures. Die weit überwiegende Zahl der in den Futures-Märkten agierenden Marktteilnehmer hat offenbar nicht die Absicht, die den einzelnen Futures zugrunde liegenden Basiswerte tatsächlich physisch zu beziehen oder zu liefern, sondern wünscht vielmehr, unmittelbar von ihren kurzfristigen Preisbewegungen zu profitieren. Wenngleich eine physische Lieferung in vielen Fällen durchaus möglich wäre, ziehen es die meisten Futures-Händler dennoch vor, ihre offenen Positionen noch vor deren Endfälligkeit wieder glattzustellen, um auf diese Weise ihr Ergebnis geldlich zu realisieren. 
Bei Futures gilt eine offene Position erst dann als glattgestellt, wenn das Gegengeschäft
- einen mit der offenen Position übereinstimmenden standardisierten Basiswert aufweist,
- dem gleichen standardisierten Kontraktmonat angehört und
- an derselben Terminbörse wie der zu liquidierende Kontrakt gehandelt wird.

Für alle Kontrakte mit einheitlichen Spezifikationen (gleiche Futures-Serien) und die an der fraglichen Terminbörse sowohl auf traditionellem als auch auf elektronischem Wege gehandelt werden, stehen zur Glattstellung in der Regel dort auch beide Handelsplattformen alternativ zur Verfügung. Ausnahmen kommen dann vor, wenn Futures-Kontrakte (englisch futures series), die an verschiedenen Börsenplätzen notiert werden, einheitliche Spezifikationen aufweisen und darüber hinaus zwischen zwei oder mehreren Terminbörsen im Vorfeld rechtsgültige Vereinbarungen zur Glattstellung und Schlussabrechnung (englisch offset agreements, clearing links) von Futures getroffen wurden (Integration von Clearing und Settlement, englisch cross-border-clearing).

## Erfolgsrealisierung
Als „Eigenhandelserfolg“ ist nach der Gesetzesbegründung zur 6. KWG-Novelle ein positives Handelsergebnis, also ein Nettoertrag aus Finanzgeschäften gemäß § 340c Abs. 1 HGB (Handelsbestand), zu verstehen. Ein Eigenhandelserfolg gilt als realisiert, wenn die Glattstellung verbucht ist, denn Gewinnbeiträge sind nur zu berücksichtigen, wenn sie am Bilanzstichtag realisiert sind (§ 252 Abs. 1 Nr. 4 HGB). Erst mit Verbuchung der Glattstellung ist eine Erfolgsrealisierung eingetreten.